# Kanton Rezé
Der Kanton Rezé war von 1973 bis 2015 ein französischer Wahlkreis im Arrondissement Nantes, im Département Loire-Atlantique und in der Region Pays de la Loire; sein Hauptort war Rezé.

## Gemeinden
Der Kanton Rezé umfasste die Wahlberechtigten der Gemeinde Bougenais und einem großen Teil der Stadt Rezé (Rezé-Nord).
| Gemeinde   | Bretonisch | Einwohner (2012) | Fläche (km²) | Code postal | Code Insee |
| ---------- | ---------- | ---------------- | ------------ | ----------- | ---------- |
| Bouguenais | Kervegon   | 18.382           | 31,50        | 44340       | 44020      |
| Rezé       | Reudied    | 13.235           | 4,94         | 44400       | 44143      |
| Kanton     |            | 31.617           | 36,44        | –           | 4451       |